# Tassenpegel

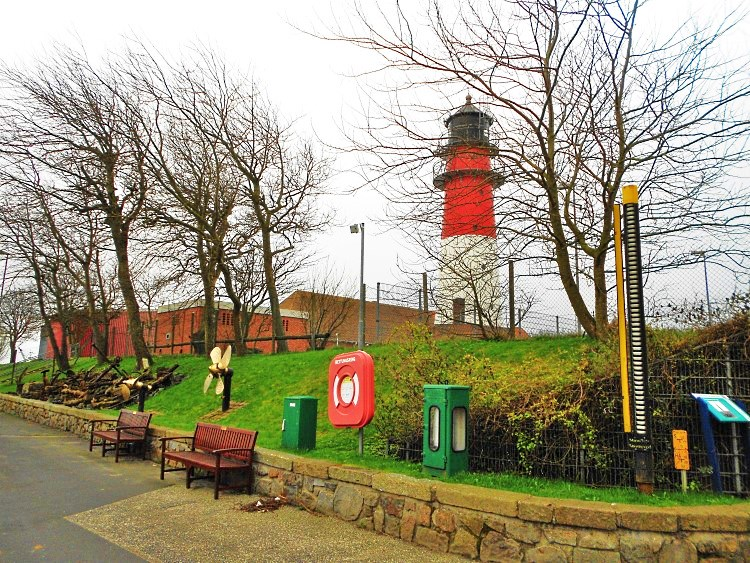
Tassenpegel am Museumshafen Büsum

Ein Tassenpegel war eine einfache Messeinrichtung zur Feststellung von extremen Wasserständen an der Küste. Sie diente vor allem der Messung an abgelegenen Orten oder unbewohnten Eilanden, um die bei Sturmflut dort aufgetretenen Höchstwasserstände festzustellen.
An einer festen Säule aus Holz oder Stein, die sicher vor dem Angriff von Wellen im Boden befestigt war, waren im Abstand von fünf oder zehn Zentimeter eine Vielzahl von Tassen aus Porzellan angebracht. Sie waren entweder in einem senkrechten Rohr übereinander befestigt oder getreppt und spiralförmig aufgestellt. Bei steigendem Wasserstand füllten sich die Tassen nach und nach und man konnte nach Ablaufen des Hochwassers den maximalen Wasserstand ablesen. Dazu war eine Pegellatte neben den Tassen an der Säule vorhanden, deren Pegelnullpunkt auf das im Küstenbereich einheitliche Bezugsniveau eingemessen war. Nach Ablesung mussten die Gefäße nur noch ausgeleert werden, um für eine nächste Messung bereitzustehen.
Historische Tassenpegel konnten erhalten werden und sind in Büsum am Museumshafen, auf der Halbinsel Nordstrand   und im Friedrich-Wilhelm-Lübke-Koog
als technisches Denkmal aufgestellt.
Ein vergleichbares Verfahren nutzte der Flaschenpegel. Bei diesem waren Flaschen liegend an einer Wand befestigt, die sich durch den Flaschenhals bei steigendem Wasserstand allmählich füllten.

## Hintergrund
Sturmflut ist ein außergewöhnliches Ereignis, das bei Springtide in Kombination mit starkem auflandigen Wind entsteht. Der dabei auftretende Windstau fördert große Wassermassen an die Küsten und führt zu außergewöhnlichen Wasserständen, die den Deich gefährden und Überschwemmungen auslösen können.
Die Aufzeichnungen der dabei aufgetretenen Wasserstände an den verschiedenen Orten der Küste dienen der Analyse und Risikoabschätzung von extremen Hochwässern. Hinreichend lange Reihen dieser Beobachtungen sind Grundlage für Simulationsmodelle für den Melde- und Warndienst an der Küste, um in Kombination mit den meteorologischen Daten Vorhersagen zu ermöglichen. Eine möglichst hohe Dichte von Messstationen ist von großer Wichtigkeit zur Bestimmung der regionalen Verteilung des Auftretens der Wasserstände. Dabei kommt den Extremereignissen eine große Bedeutung zu, um die Vorhersagemodelle abzugleichen.
Die extrem hohen Wasserstände bei Sturmflut konnten meist nicht durch direkte Beobachtung gewonnen werden. Eine direkte Ablesung vor Ort war wegen der Wetterverhältnisse und Erreichbarkeit sehr eingeschränkt bzw. unmöglich. Die später eingeführten mechanischen Tideschreibpegel (Schwimmerpegel) konnten zwar kontinuierlich Daten aufzeichnen, waren aber in ihrer Messhöhe begrenzt.